# Kristijan Janc
Kristijan Janc, slovenski politik, poslanec in pedagog, * 8. julij 1960, † 3. julij 2008.

## Življenjepis
Kristijan Janc, član Slovenske ljudske stranke, je bil leta 2004 izvoljen v Državni zbor Republike Slovenije; v tem mandatu je bil član naslednjih delovnih teles:
- Komisija po Zakonu o nezdružljivosti opravljanja javne funkcije s pridobitno dejavnostjo,
- Odbor za gospodarstvo,
- Komisija za nadzor proračuna in drugih javnih financ,
- Odbor za promet in
- Preiskovalna komisija za ugotovitev politične odgovornosti nosilcev javnih funkcij v zvezi z domnevnim oškodovanjem državnega premoženja pri prodaji deležev Kapitalske družbe d.d. in Slovenske odškodninske družbe d. d. v gospodarskih družbah in sicer tako da zajema preiskava vse prodaje ki so sporne z vidika skladnosti z zakoni in drugimi predpisi ter z vidikov preglednosti in gospodarnosti.

Kristjan Janc je bil od 1998 do smrti župan Občine Sevnica. Mandatno-volilna komisija je 9. julija 2008 sprejela sklep, po katerem je Janca v Državnem zboru nadomestil tedanji župan Občine Črnomelj Andrej Fabjan.

### Okoliščine smrti
Za podrobne podatke o tej temi glej Zadnji spust po Savi.
Kot sevniški župan je 3. julija 2008 organiziral Zadnji spust po Savi s kanuji od Sevnice do Brestanice, na katerega je povabil predstavnike sevniških krajevnih skupnosti, občine Krško ter lokalne politike in gospodarstvenike. Pri še nezgrajeni hidroelektrarni Blanca se je dvema od štirih kanujev pripetila nesreča, v kateri je utonilo 13 ljudi, med njimi tudi Kristijan Janc. Žena Ana Janc je kot edina iz teh dveh kanujev nesrečo preživela. Po rešitvi so jo prepeljali v celjsko bolnišico, od koder so je kmalu odpustili.
Kristijan Janc je bil pokopan 8. julija 2008 (na svoj 48. rojstni dan) na pokopališču v Studencu. Ta dan je vlada razglasila tudi za dan žalovanja za žrtvami tragičnega spusta po Savi.